# Clavicoccus
Clavicoccus é um género de insecto da família Pseudococcidae.
Este género contém as seguintes espécies:
- Clavicoccus erinaceus